# Louis Henri de Gueydon

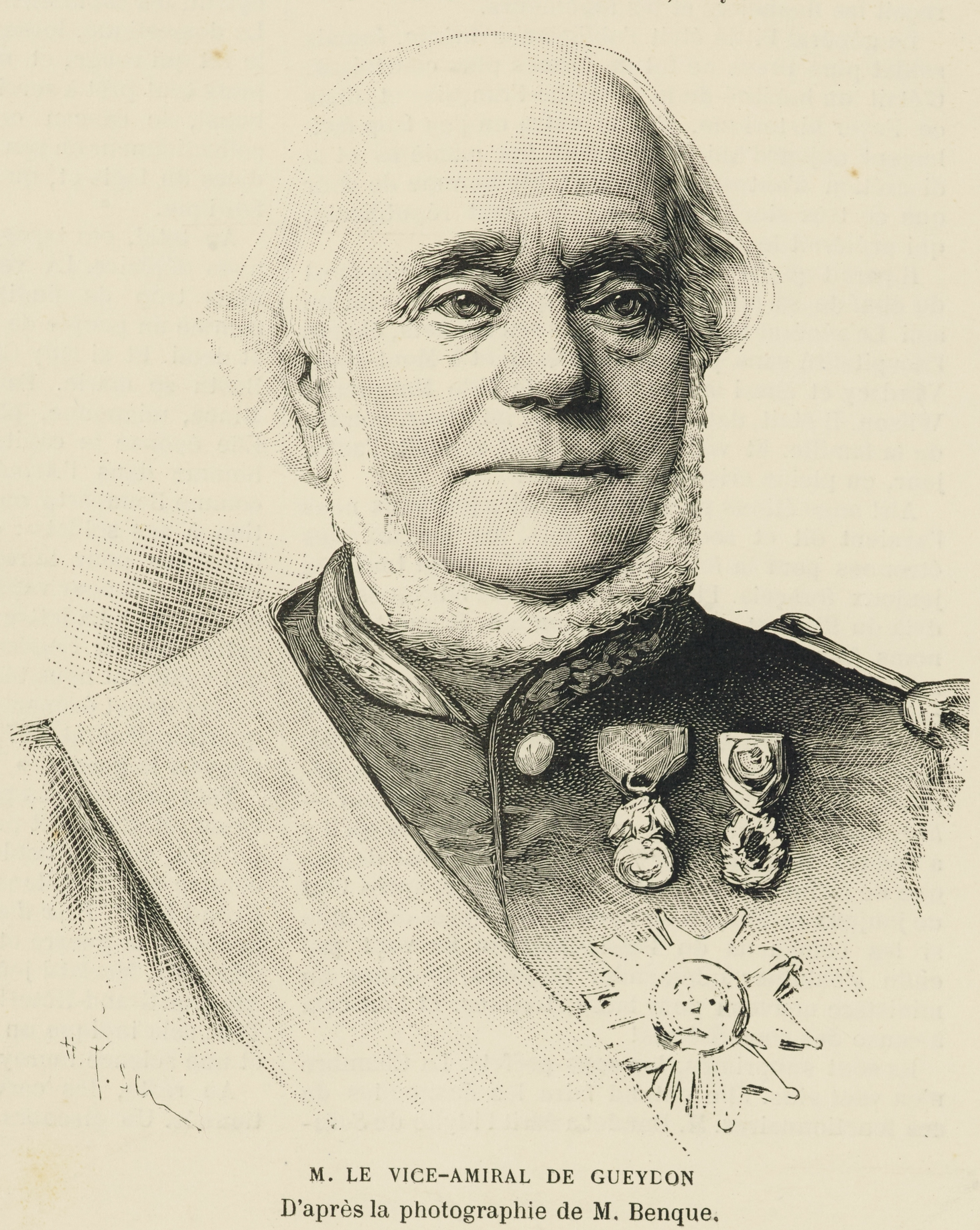
Vizeadmiral Louis Henri de Gueydon

Louis Henri, Comte de Gueydon (* 22. November 1809 in Granville, Frankreich; † 1. Dezember 1886 in Landerneau, Frankreich) war ein französischer Marineoffizier, zuletzt im Dienstgrad eines Vizeadmirals und unter anderem der erste Generalgouverneur von Algerien während der Dritten Republik.

## Biografie
Gueydon, der aus einer adligen Familie italienischer Herkunft stammte und ein Neffe von Admiral Le Coupé war, trat 1825 in die École navale ein. Am 23. September 1827 wurde er zum Aspiranten (französisch: aspirant) ernannt und nahm 1830 an der Expedition nach Algier auf der Émulation teil. Den Rang eines Fähnrichs erlangte er am 31. Dezember 1830 an Bord der Brigg Le Faucon an der Küste Brasiliens.
Er befehligte die Dunois und nahm 1838 an der Expedition nach Mexiko teil. Er fiel dem Prinzen de Joinville beim Angriff auf San Juan de Ulúa und später bei dem Angriff auf Veracruz auf. 1847 wurde er zum Kapitän zur See ernannt, befehligte die Henri IV im Erprobungsgeschwader und nahm 1851 an der Beschießung von Salé in Marokko teil.
Von 1853 bis 1856 war er Gouverneur von Martinique und wurde dort 1854 zum Konteradmiral befördert. 1858 amtierte er als Seepräfekt von Lorient und 1859 von Brest. 1861 wurde er zum Vizeadmiral ernannt und übernahm als Nachfolger von Vizeadmiral Bouet-Willaumez den Oberbefehl über das Erprobungsgeschwader.
1863 war er Vizepräsident des Beratenden Ausschusses für Kolonien (französisch: comité consultatif des colonies), später Mitglied und Präsident des Admiralitätsrats. Nach der Revolution vom 4. September teilte Admiral Martin Fourichon, der inzwischen Marineminister geworden war, die Nordseeflotte in zwei Geschwader auf und ernannte Gueydon zum Oberbefehlshaber des einen Geschwaders.
Am 29. März 1871 wurde er zum Generalgouverneur von Algerien, dem ersten Gouverneur in der Zeit der Dritten Republik, ernannt, wo seit einigen Monaten ein schwerer Aufstand ausgebrochen war. Er rief im Großteil der Gemeinden der Kolonie den Belagerungszustand aus und arbeitete energisch an der Niederschlagung des Aufstands. Die Kabylen setzte er mit den Aufständischen der Pariser Kommune gleich und gab als Anweisung: „Handeln Sie wie in Paris; wir richten und wir entwaffnen.“
Mit einem Erlass vom 14. September schaffte die arabischen Büros (französisch: Bureaux arabes) teilweise ab, baute die Verwaltung der Großkabylei wieder auf und schuf kantonale Bezirke, aus denen später die gemischten Gemeinden hervorgingen.
Gueydon arbeitete an der künftigen Verfassung Algeriens und kehrte zum Zeitpunkt der Versammlung der Generalräte (französisch: conseils généraux) am 15. Oktober 1871 auf seinen Posten zurück. Er richtete etwa zwanzig Bevölkerungszentren ein, um dem Gesetz vom 21. Juni 1871 (überarbeitet durch die Dekrete vom 15. Juli 1874 und 30. September 1878) nachzukommen, das Einwanderern aus Elsass-Lothringen 100.000 Hektar Land in Algerien zuwies.
Auf Vorschlag von Gueydon erließ der Präsident der Republik am 16. Oktober 1871 eine neue Art der Landzuteilung, mit der er festlegte, dass man in Algerien Eigentümer wird, wenn man sich verpflichtet, neun Jahre lang auf dem zugewiesenen Land zu wohnen. Weiterhin erhielt der 1871 das Großkreuz der Ehrenlegion.
Er kandidierte 1885 erfolglos bei den Senatswahlen für das Département Manche, wurde aber bei den Wahlen zur Nationalversammlung im November 1885 zum Abgeordneten des Départements Manche gewählt. Politisch stand er auf der Seite der  Royalisten. Er starb im Manoir de Kerlaran in Landerneau.

## Familie
Gueydons Sohn, Paul de Gueydon, wurde ebenfalls Vizeadmiral. Weiterhin war Gueydon der Schwiegervater von Konteradmiral Auguste de Penfentenyo und der Großvater von dem späteren Vizeadmiral Hervé de Penfentenyo sowie dem späteren General Jehan de Penfentenyo.

## Ehrungen
Neben dem Großkreuz der Ehrenlegion erhielt Gueydon weiterhin die französische Militärmedaille und war Ritter des Ordre des Palmes Académiques. Eine Schiffsklasse von Panzerkreuzern sowie das Typschiff der Klasse und zwei Kreuzfahrtschiffe, davon eins der französischen Firma Chargeurs, trugen ebenso Gueydons Namen. Die ursprünglich nach ihm benannte Straße in Algier, der Platz in Bejaia sowie die Ortschaft Azeffoun in Algerien, die zeitweise Port Gueydon hieß, wurden inzwischen umbenannt.

## Werke (Auswahl)
- La vérité sur la Marine. 1849
- Organisation du personnel à bord. 1852
- Tactique navale. 1867
- L'équité politique. 1871
- Une direction générale de la marine marchande. Réponse du vice-amiral comte de Gueydon à MM. les capitaines au long-cours de Marseille. In: Société des études coloniales et maritimes. Imprimerie J. Brenner. 1877